# Anastatus longipalpus
Anastatus longipalpus är en stekelart som beskrevs av Jean Risbec 1951. Anastatus longipalpus ingår i släktet Anastatus och familjen hoppglanssteklar.
Artens utbredningsområde är Senegal. Inga underarter finns listade i Catalogue of Life.